# Georg Friedrich Creuzer
Georg Friedrich Creuzer (Marburgo, 10 de marzo de 1771- Heidelberg, 6 de febrero de 1858) fue un filólogo y arqueólogo alemán.

## Biografía
Nació en Marburgo, hijo de un encuadernador. Después de estudiar en la Universidad de Marburgo y en la Universidad de Jena, se estableció en Leipzig como tutor privado. En 1802 fue convocado para integrar el claustro como profesor en Marburgo, y dos años más tarde, como profesor de filología e historia antigua en la Universidad de Heidelberg, permaneciendo en esta casa de altos estudios cerca de cuarenta y cinco años, con la sola excepción de un breve período en que permaneció en la Universidad de Leiden, durante el cual su salud se resintió bastante por el clima. Por entonces, durante una excursión a la abadía de Neuburg, cerca de Heidelberg (1804), conoció a la poetisa Karoline von Günderrode, y se enamoraron, aunque él estaba ya casado con una mujer trece años mayor que él. Sin embargo los esposos se reconciliaron, y Karoline se suicidó a las riberas del Rin. Durante muchos años Creuzer impidió que se publicara Meleté, el último libro de Karoline, donde aparece la historia de ese amor.
Creuzer fue uno de los principales fundadores del Seminario de Filología establecido en la Universidad de Heidelberg en 1807. La Académie des Inscriptions et Belles-Lettres de París, le concedió la membresía, y de parte del Gran Duque de Baden le fue otorgada la dignidad de consejero privado.
Fue pionero en la formulación de una teoría simbolista del mito —que influirá directamente en Bachofen y Hegel—, mediante la que definió la imprecisión y ambigüedad que acompañan a todo símbolo debido a su «peculiar posición intermedia suspendida entre lo finito y lo infinito». Debido a ello, los símbolos permiten una pluralidad de interpretaciones así como también que se produzcan malentendidos por esta causa.

## Obra
El primer y más famoso trabajo de Creuzer —que influiría de forma notoria en la estética de Hegel— fue su Symbolik und Mythologie der alten Völker, besonders der Griechen (1810–12, Segunda ed. 1819, Tercera ed. 1837), trabajo en el que sostuvo que la mitología de Homero y Hesíodo era de fuente oriental, llegada a ellos a través de los Pelasgos, reflejando asimismo el simbolismo de una antigua revelación. Sus contemporáneos consideraron este planteamiento teórico como un modo de reconciliar a la antigüedad clásica con la tradición judeocristiana.
Entre otros trabajos de Creuzer, se destacan:
- Una edición de la obra de Plotino;
- Una edición parcial de la obra de Cicerón;
- Die historische Kunst der Griechen (1803);
- Epochen der griechischen Literaturgeschichte (1802);
- Abriss der römischen Antiquitaten (1824);
- Zur Geschichte altrömischer Cultur am Oberrhein und Neckar (1833);
- Zur Gemmenkunde (1834);
- Das Mithreum von Neuenheim (1838);
- Zur Galerie der alten Dramatiker (1839);
- Zur Geschichte der classischen Philologie (1854).